# 後藤尚久
後藤 尚久（ごとう なおひさ、1935年6月8日 - ）は日本の電子工学者。栃木県宇都宮市生まれ。

## 人物
1959年 東京工業大学電気工学科卒業。
1964年 同大学院博士課程修了、工学博士（学位論文「電波ビームの電気的走査に関する研究」）。同年、東京工業大学助手。
1980年 東京工業大学教授。
1994年電子情報通信学会副会長。
1996年 定年退職。拓殖大学工学部教授。
2000年 紫綬褒章受章。
2006年 拓殖大学定年退職。
現在は、東工大名誉教授、拓殖大学名誉教授。
2011年 総務大臣表彰電波功績賞（電波産業会）、井上春成賞（科学技術振興事業団）受賞。
2011年 瑞宝中綬章受章。

## 研究業績
- ラジアルラインスロットアンテナの発明（特許第1534703号）衛星放送受信アンテナ
- 一層構造導波管スロットアンテナの発明（特許第2733472号）衛星放送受信アンテナ
- 逆相励振導波管スロットアンテナの発明（実用新案2128092号）準ミリ波帯加入者無線用アンテナ
- 円環パッチアンテナの発明

携帯電話の室内基地局用アンテナ、AIS（自動識別システム）の船舶用アンテナ

## 著書
- 『なるほどナットク! 電磁気学がわかる本』 オーム社、2010年、ISBN 9784274208539
- 『わかりやすい電波と情報伝送』 オーム社、2009年、ISBN 9784274208089
- 『アンテナ工学入門講座』 電波新聞社、2008年、ISBN 9784885549694
- 『なっとくシリーズ なっとくする電磁気学の疑問55』 講談社、2007年、ISBN 9784061545595
- 『なるほどナットク! アンテナがわかる本』 オーム社、2005年、ISBN 9784274200977
- 『なるほどナットク! 電波がわかる本』 オーム社、2003年、ISBN 9784274036163
- 『電子情報通信レクチャーシリーズ 電磁気学』 電子情報通信学会編、コロナ社、2002年、ISBN 9784339018257
- 『図説・アンテナ』 電子情報通信学会、1995年、ISBN 9784885521294
- 『なっとくシリーズ なっとくする電磁気学』 講談社、1993年、ISBN 9784061545014
- 『電磁波とはなにか―見えない波を見るために』 (ブルーバックス) 講談社、1984年、ISBN 9784061181632